# Ulieș
Ulieș (en hongrois : Kányád) est une commune du județ de Harghita en Roumanie.